# Захарян, Саяд Вазгенович
Саяд Вазгенович Захаря́н (арм. Սայադ Զախարյան, 21 мая 1950, Шамхорский район, Азербайджанская ССР) — армянский политический и государственный деятель, младший брат Ерванда Захаряна.
- 1991 — окончил Воронежский государственный аграрный университет им. Глинки (РФ). Инженер-механик.
- 1969—1971 — служил в армии.
- 1971—1974 — работал в Ахурянском ОВД милиционером-водителем.
- 1974—1977 — водитель Ахурянской автобазы N 4 треста N 2 «Армводстрой».
- 1977—1979 — водитель Ахурянской отделения «Армсельхозтехника».
- 1979—1984 — работал водителем-экспедитором «Армсельхозтехники».
- 1984 — работал складчиком на Ахурянской швейной фабрике, в 1985 — заведующим закроечным цехом Ахурянской головной фабрики, в 1986 — главным диспетчером, в 1986—1989 — заведующим швейным цехом с. Воскеаск Ахурянского района.
- 1989—1993 — председатель кооператива «Артак-1» с. Ошакан Аштаракского района.
- 1993 — помощник директора торгового центра «АРМИ и ТНП» (Воронеж, РФ), в 1993—1996 — заместитель начальника ЗАО «Вестрос» (Воронеж).
- 2001—2003 — исполнительный директор ООО «Аргали групп» (Ереван).
- 2003—2007 — избран депутатом парламента. Член постоянной комиссии по обороне, национальной безопасности и внутренним делам. Член партии «Оринац Еркир».